# Butterfingers
Butterfingers fue un grupo musical de grunge y rock alternativo formado en 1993 en Kuala Lumpur, Malasia. 
La banda se encontraba compuesta por Emmett (vocales, guitarra, violín), Loque (guitarra, vocales), Kadak (bajo, voz secundaria) y Loko (batería).

## Biografía

### Comienzos (1991 - 1996)
En 1991, Loque y su compañero del Malay College Kuala Kangsar (MCKK), Kadak crearon un grupo musical que entonces era conocido como Loque's Tail, formado junto con unos amigos del MCKK y comenzaron a producir su propio material para entrar en la escena musical de Malasia.
Durante un embotellamiento en Kuala Lumpur en 1993 cerca de los estudios Black Widow Studios fue donde los miembros del grupo conocieron al vocalista Emmett, que estaba allí como guitarrista con su banda en ese momento, Grunge Dayz. Loque y Emmett decidieron por formar su propia banda poco tiempo después y luego de reunirse con el baterista Kalai más tarde ese año, Butterfingers quedó conformado oficialmente a finales del año 1993 con la formación de Loque (compositor, guitarrista), Emmett (voz, guitarra y letrista), Kadak (bajo) y Kalai (batería).
1 Goat, 2 Apples and 16 Oranges fue un demo publicado por Butterfingers en el circuito underground, el cual se encontraba muy influenciado por grunge durante ese tiempo, y la voz de Emmett era similar a la del cantante de Nirvana, Kurt Cobain. Una gran cantidad de oyentes pensaron que el demo era un álbum inédito de Nirvana, hasta que Butterfingers hizo su primera aparición en el concierto de música underground en Picadilly en febrero de 1995. 
El concierto y la circulación de su demo ahora muy popular planteó a Butterfingers a convertirse en una de las bandas underground más reconocibles en ese momento, junto con otras bandas tales como OAG, The Splatters y Spiral Kinetik Circus.

### Ascenso a la fama (1996-1999)
Butterfingers lanzó su primer álbum de estudio titulado 1.2 Milligrams en 1996 y su popularidad creció rápidamente, debido a la gran reputación que la banda había logrado durante sus años en la escena underground. La banda se encontraba muy influenciada por la escena grunge de Seattle, que fue apagándose después de la muerte de Kurt Cobain y la evolución de Pearl Jam en un estilo más melódico. La juventud de Malasia, sin embargo, estaba lejos de terminar con el grunge y 1.2 Milligrams tuvo buenas críticas. Al año siguiente lanzaron su segundo álbum de estudio, titulado Butter Worth Pushful.
Sin embargo, fue con álbum de 1999, titulado Transcendence, en el cual el grupo mostró su potencial de composición, lo cual llevó a Butterfingers a la cima de su popularidad con éxitos como "The Chemistry (Between Us)" y "Epitome", Trascendence vendió más de 50.000 unidades, una hazaña notable para una banda de Malasia que cantaba en inglés.

### Malayneum y Selamat Tinggal Dunia (2000 - 2006)
Tras el éxito de Trascendence y el lanzamiento de Butter Late Than Never, una colección de antiguas canciones en vivo y algunas canciones inéditas, Butterfingers grabó el disco Malayneum, un álbum que ganó críticas muy favorables de parte de los críticos. Los fanes del grupo sin embargo, respondieron de manera menos favorable, evidente por la disminución de las ventas del álbum. 
Después de un álbum de grandes éxitos lanzado a principios de 2003, que fue promovido por el desaparecido sello discográfico, EMI Malasia, la banda comenzó a trabajar en el álbum en idioma malayo Selamat Tinggal Dunia, que fue lanzado en 2004. En ese momento muchas bandas que cantan en malayo en dicho país estaban vendiendo muy bien, debido en gran parte a la popularidad de las bandas indie de Indonesia en el país. La música rock en Malasia también estaba bajo reto por la escena hip-hop con la aparición de grupos tales como Too Phat y Teh Tarik Crew, que lograron gran éxito comercial y popularidad entre la juventud del país.
En 2003, Emmett salió de la banda para continuar su educación en Canadá, dejando el resto del grupo para lanzar y promover Selamat Tinggal Dunia sin él. Había rumores de que Butterfingers iba a disolverse (ayudado por el título del disco, que puede ser traducido como "Adiós Mundo"). Una semana después del regreso de Emmett a Malasia, en 2006, fue el turno de Loque, el cual fue al Berkley College de Boston, donde continuó escribiendo música para la banda.

### Kembali y gira de despedida (2006 - 2009)
En 2008, se produjo el lanzamiento de su segundo álbum malayo, titulado Kembali, que significa "El Regreso", coincidentemente con la vuelta de Loque durante sus vacaciones de otoño. Durante esas semanas, la banda trabajó para  promover lo que sería su último álbum juntos.
Durante la ida de Loque, la alta demanda de Butterfingers, más el éxito de Kembali, que fue bien recibido por los fanes y la industria por igual, impulsó a Emmett, Loko y Kadak a seguir en el grupo y añadieron al guitarrista y productor musical, Greg Henderson para reemplazar a Loque. Este cuarteto desempeñado una variedad de espectáculos, incluyendo a Butterfingers como cabeza de cartel para el festival anual de música Rock The World.
Con el regreso de Loque en enero de 2009, y la mudanza de Emmett a Canadá en mayo de 2009, la banda organizó una gira de despedida y para ello, se escogió el lugar más prestigioso abierto a actuaciones en vivo, los Istana Budaya y dieron cuatro shows.

## Discografía

### Álbumes de estudio
| Año  | Álbum                                                     |
| ---- | --------------------------------------------------------- |
| 1996 | 1.2 Milligrams - Lanzamiento: 1996 - Sello: Independiente |
| 1997 | Butter Worth Pushful - Lanzamiento: 1997 - Sello: EMI     |
| 1999 | Transcendence - Lanzamiento: 1999 - Sello: EMI            |
| 2001 | Malayneum - Lanzamiento: 2001 - Sello: EMI                |
| 2005 | Selamat Tinggal Dunia - Lanzamiento: 2005 - Sello: EMI    |
| 2008 | Kembali - Lanzamiento: 2005 - Sello: Independiente        |

### Álbumes recopilatorios
| Año  | Álbum                                                    |
| ---- | -------------------------------------------------------- |
| 2000 | Butter Late Than Never - Lanzamiento: 2000 - Sello: EMI  |
| 2003 | The Best Is Yet To Come - Lanzamiento: 2003 - Sello: EMI |
| 2004 | The Butterfingers - Lanzamiento: 2001 - Sello: EMI       |
| 2006 | Peristiwa Batu Keras - Lanzamiento: 2006 - Sello: EMI    |

### Demos
| Año  | Álbum                                                                      |
| ---- | -------------------------------------------------------------------------- |
| 1995 | 1 Goat, 2 Apples and 16 Oranges - Lanzamiento: 1995 - Sello: Independiente |

### Videoclips
| Año  | Título               | Álbum                |
| ---- | -------------------- | -------------------- |
| 1996 | "Chrome"             | 1.2 Milligrams       |
| 1997 | "Girl Friday"        | Butter Worth Pushful |
| 2001 | "Malayneum"          | Malayneum            |
| 2004 | "Kabus Ribut"        | The Butterfingers    |
| 2004 | "Ngilu"              | The Butterfingers    |
| 2004 | "Vio-Pipe"           | The Butterfingers    |
| 2004 | "Cuai" (En vivo)     | The Butterfingers    |
| 2008 | "Kembali"            | Kembali"             |
| 2008 | "Maharani"           | Kembali"             |
| 2009 | "Bebas"              | Kembali"             |
| 2009 | "Mati Hidup Kembali" | Kembali"             |

### VCD
- Peristiwa Batu Keras, Live @ Hard Rock Cafe
- Rock the World III - "Tentang-tentang"
- Rock the World IV - "Merpati Sejoli"

## Miembros

### Miembros actuales
- Emmett - (vocales, guitarra, violín)
- Loque - (guitarra, vocales)
- Kadak - (bajo, voz secundaria)
- Loko - (batería).

### Antiguos miembros
- Kalai - batería en el álbum 1.2 Milligrams
- Greg Henderson - guitarra

## Cronología
|                |                      |      |              |      |           |      |      |      |                       |      |      |         |      |
| 1.2 Milligrams | Butter Worth Pushful |      | Trascendence |      | Malayneum |      |      |      | Selamat Tinggal Dunia |      |      | Kembali |      |
| 1996           | 1997                 | 1998 | 1999         | 2000 | 2001      | 2002 | 2003 | 2004 | 2005                  | 2006 | 2007 | 2008    | 2009 |
| Emmett         |                      |      |              |      |           |      |      |      |                       |      |      |         |      |
| Loque          |                      |      |              |      |           |      |      |      |                       |      |      |         |      |
| Kadak          |                      |      |              |      |           |      |      |      |                       |      |      |         |      |
| Loko           |                      |      |              |      |           |      |      |      |                       |      |      |         |      |

|  | Álbum editado |  | Voz principal y guitarra |  | Bajo |

|  | Batería |  | Guitarra y voz |